# 310th Space Wing
L'310th Space Wing è uno stormo di operazioni spaziali della United States Space Force, inquadrato nella Tenth Air Force. Il suo quartier generale è situato presso la Schriever Space Force Base, nel Colorado.

## Organizzazione
Attualmente, al maggio 2017, il Centro controlla:
- 310th Operations Group
  - 310th Operations Support Squadron
  -  6th Space Operations Squadron
Opera con i satelliti del Defense Meteorological Satellite Program (DMSP), in supporto al Dipartimento della Difesa, Dipartimento del Commercio e del NOAA
  -  7th Space Operations Squadron, unità associata al 1st Space Operations Squadron, 50th Space Wing
  -  8th Space Warning Squadron, Buckley Air Force Base, Colorado, unità associata al 2nd Space Warning Squadron, 460th Space Wing
    - Detachment 1 - Svolge le operazioni di comando e controllo dei sensori Infrarossi SBIRS caricati su satelliti ad Orbita altamente ellittica.

  -  9th Combat Operations Squadron, Vandenberg Air Force Base, California, l'unità è affiancata al 614th Air Operations Center, Air Force Space Command
  -  19th Space Operations Squadron, unità associata al 2nd Space Operations Squadron, 50th Space Wing
  -  380th Space Control Squadron, Peterson Air Force Base, unità associata al 16th Space Control Squadron, 21st Space Wing
- HQ Reserve National Security Space Institute
- 310th Mission Support Group
  - 310th Security Forces Squadron
  - 710th Security Forces Squadron, Buckley Air Force Base, Colorado
  - 310th Force Support Squadron
- 310th Aerospace Medical Flight